# Malattia di Dupuytren
La malattia di Dupuytren è una patologia a carico della mano caratterizzata dalla flessione progressiva e permanente di uno o più dita, ed è fra tutte le forme di deformità della mano la più comune.

## Etimologia
Prende il nome dal barone Guillaume Dupuytren, un chirurgo francese che per primo, nell'800 ne descrisse i sintomi osservandoli nel proprio cocchiere, donde anche la denominazione di contrattura del cocchiere.

## Epidemiologia
Colpisce prevalentemente i maschi in età adulta e la sua incidenza aumenta al raggiungimento della quinta decade di età. Si mostra con maggiore frequenza sul lato ulnare della mano.

### Fattori di rischio
Fattori di rischio sono dovuti a elementi patologici come l'epilessia, a episodi traumatici, a predisposizione familiare su base genetica.

## Eziologia
Viene provocata dall'irrigidimento dell'aponeurosi del palmo della mano che riveste i tendini flessori delle dita. È una fibromatosi palmare superficiale.

## Classificazione
La classificazione Tubiana è uno standard, scritta da Raoul Tubiana (1915-2013), con sei gradi di gravità. Allo stadio 0 non vi è alcuna lesione. Il grado N (dove N sta per nodus = nodulo) descrivono i nodi nella mano vuota senza un deficit di flessione. Per la classificazione in uno delle quattro fasi successive è dato dalla somma dei deficit di allungamento di tutte le articolazioni del dito più colpito (separati per entrambe le mani). Si può anche specificare singolarmente la somma per ogni dito coinvolto:
- Grado 1: somma dei deficit di rendimento da 0° a 45°
- Grado 2: somma dei deficit di rendimento da 45° a 90°
- Grado 3: somma dei deficit di resa da 90° a 135°
- Grado 4: somma dei deficit di resa da 135° a 270°

Secondo le leggi della trigonometria, questa somma degli angoli è identica alla deviazione dell'elemento finale dalla posizione di partenza orizzontale. Ad esempio, se i deficit di estensione del mignolo interessato è 45° nell'articolazione di base, 15° nell'articolazione centrale e 15° nell'articolazione finale, la somma degli angoli è di 160°. Questa somma angolare di 160° equivale allo stadio 4. Si raggiunge un massimo di circa 270° con irrigidimenti ad angolo retto in tutte e tre le articolazioni delle dita; A volte la fase 1 è divisa in due fasi: fase N/1 con una somma angolare compresa tra 0° e 5° e il grado 1 con una somma compresa tra 6° e 45°.
Occasionalmente si può trovare una classificazione della malattia di Dupuytren in soli tre stadi (grado lieve, moderato e grave di una mano).
Inoltre esiste una classificazione più antica creata da Henry William Meyerding (1884-1969):
- Stadio I: formazione del nodo senza ulteriori limiti di allungamento e capacità di diffusione
- Stadio II: indurimento con leggera flessione dell'articolazione metacarpo-falangea
- Stadio III: infestazione dell'arto medio con contratture nell'articolazione metacarpo-falangea e nell'articolazione centrale
- Stadio IV: i fili circondano i muscoli; il muscolo estensore è fissato alle capsule articolari[6].

## Sintomatologia
I sintomi sono la progressiva comparsa di noduli sottocutanei, all'inizio molto sensibili agli stimoli esterni, che successivamente diventano indolori. Altre manifestazioni sono i cordoni solidi e prominenti nel palmo della mano con progressiva flessione delle dita. Essa si manifesta esternamente con un progressivo irrigidimento delle dita in flessione palmare, partendo solitamente dall'anulare ed estendendosi alle dita adiacenti , con relativa difficoltà di movimento flessoestensorio che, col tempo, degenera fino all'immobilità.

## Terapia

### Contenitiva
Non esistono trattamenti contenitivi efficaci, l'uso di stecche per immobilizzare la parte interessata non porta a risultati efficaci. Ultimamente si stanno sperimentando con discreto successo iniezioni di collagene.

### Chirurgica
L'intervento si effettua in percutaneo ad ago (aponeurotomia) o, secondo la chirurgia classica, con aponeurectomia. Esso deve venir praticato nel corretto momento, valutando la facilità di accesso chirurgico e la compromissione funzionale. Tale compromissione è valutata in differenti stadi, i quali indicano quindi anche la gravità della sindrome. Il test comunemente utilizzato per valutare se si sia raggiunta o meno l'indicazione a operare fu descritto da Hueston (tabletop test): il paziente pone la mano con il palmo rivolto sul tavolo, cercando di tenerla piatta e di mantenere il contatto del palmo con la superficie del tavolo. La contrattura è definita severa abbastanza da richiedere il trattamento chirurgico allorquando non fosse possibile toccare il tavolo con il palmo della mano a causa della contrattura.
Lo scopo del trattamento riabilitativo è quello di prevenire l'edema, che potrebbe impedire i movimenti di flesso-estensione delle dita, quello di allontanare il rischio dell'instaurarsi di una algoneurodistrofia e quello di ripristinare la normale funzionalità della mano.
Si può effettuare un massaggio connettivale. Inoltre ogni giorno portare in estensione il dito o le dita interessate per più volte.
Viene utilizzata anche la terapia chelante.

### Farmacologica
La terapia farmacologica è un'opzione di trattamento mini-invasiva che consiste nell'iniezione di un medicinale contenente due collagenasi, enzimi che, in condizioni fisiologiche, agiscono in modo complementare nel processo idrolitico del collagene. L'iniezione del medicinale nei cordoni sottocutanei di collagene, tipici della malattia ("corde di Dupuytren"), ne determina una rottura enzimatica, permettendo il conseguente rapido ripristino della funzionalità della mano.